# Philippe Collin (auteur)
Pour les articles homonymes, voir Philippe Collin et Collin.
Philippe Collin est un producteur de radio, auteur, scénariste de bande dessinée et journaliste français né à Brest le 6 avril 1975.

## Biographie

### Parcours professionnel
Philippe Collin est le fils d'un père sous-marinier puis sous-officier, de sensibilité gaulliste, et d'une mère auxiliaire puéricultrice.
Il poursuit des études d'histoire à l'université de Bretagne occidentale, à Brest et il obtient une maîtrise d'histoire contemporaine consacrée à l'épuration des collaborateurs à la Libération en 1997.
D'abord chroniqueur  dans l'émission de Gérard Lefort À toute allure, de 1999 à 2001 sur France Inter puis dans l'émission culturelle hebdomadaire Charivari (animée par Frédéric Bonnaud) sur France Inter (entre 2004 et 2006), Philippe Collin anime l'émission Comme un ouragan pendant l'été 2005 puis de septembre 2005 à juin 2010 Panique au Mangin Palace.
À la rentrée 2006, Charivari s'arrête et Frédéric Bonnaud lance une nouvelle émission, La Bande à Bonnaud, pour laquelle Philippe Collin écrit régulièrement des chroniques. L'émission est supprimée fin juin 2007.
Entre septembre 2008 et juin 2010, il anime également l'émission Panique au ministère psychique puis La Cellule de dégrisement, dans le même esprit décalé – voire délirant – et un rien irrévérencieux que le Mangin Palace.
En 2010, il anime l'émission Les Persifleurs du mal durant le mois de juillet, puis 5/7 Boulevard – en référence au Sunset Boulevard à Los Angeles – à partir du mois de septembre, entre 17 h et 19 h.
À la rentrée 2011, cette émission prend le nom de Downtown (18 h-19 h) avec Xavier Mauduit.
Pour la télévision, entre septembre 2004 et juin 2005 il a également collaboré en tant que journaliste avec Michel Denisot à l'émission Le Grand Journal, sur Canal+.
Du dimanche 8 janvier 2012 au vendredi 6 juillet 2018, il est coauteur d'une émission culturelle et décalée Personne ne bouge !, sur Arte avec Frédéric Bonnaud et Xavier Mauduit.
Entre septembre 2013 et juin 2015, il produit et anime l'émission Si l'Amérique m'était contée sur France Inter. Joy Raffin assure la voix narrative de ce magazine.
Dans le cadre de cette série radiophonique, de nombreuses personnalités américaines ont raconté leur vision des États-Unis, comme Leonardo DiCaprio, John Travolta, Meryl Streep, Harrison Ford, Jay McInerney, Willem Dafoe, Oliver Stone, Jessica Chastain, Steven Soderbergh, Forest Whitaker, Russell Banks, etc.
À partir du 28 juin 2014, il anime avec Xavier Mauduit une émission quotidienne dédiée à la Coupe du monde de football : Si tu ne vas pas à Rio....
Entre août 2015 et juin 2021, il anime sur France Inter une émission hebdomadaire dite « d'esprit et de sport » intitulée L'Œil du tigre. C'est un magazine culturel qui traite de la culture et de l'histoire du sport. Xavier Mauduit assure en début d'émission une chronique sur l'histoire du sport et Joy Raffin clôt l'émission par un journal de pop culture sportive intitulé Give me five.
Le 5 juin 2016, le président de la République François Hollande vient en direct dans l'émission évoquer ses passions sportives.
En 2016, il écrit et co-réalise avec Clément Léotard un film en réalité virtuelle pour la Cinémathèque française. Le film s'intitule Kinoscope et propose une plongée dans l'histoire du cinéma. Le film a reçu le soutien du Google Lab. Dans la version internationale, la voix narrative du Kinoscope est assurée par Dean Tavoularis, chef décorateur des films de Francis Ford Coppola.

En 2018, Philippe Collin est l'auteur avec Sébastien Goethals de la bande dessinée Le Voyage de Marcel Grob. Le scénario raconte l'histoire de Marcel Grob, un malgré-nous, un jeune Alsacien de 17 ans qui doit intégrer la Waffen-SS en 1944,. La bande dessinée est inspirée d'une histoire vraie, celle du grand oncle de Philippe Collin. Elle reçoit le prix Historia de la bande dessinée historique en 2019 et le prix des lycées au Festival d'Angoulême 2020.
En 2020, il poursuit sa collaboration avec Sébastien Goethals et publie La Patrie des frères Werner qui met en scène une fresque européenne des trente années d’après-guerre en Allemagne, depuis l’entrée des troupes soviétiques dans un Berlin détruit en mai 1945, jusqu’à la Coupe du monde de football 1974.
En 2022, Philippe Collin publie le livre Le Fantôme de Philippe Pétain et produit le podcast du même nom avec les historiens Bénédicte Vergez-Chaignon, historienne et biographe de Philippe Pétain, et Éric Alary, historien et spécialiste de la France sous l’Occupation,. Les 10 épisodes du podcast sont diffusés en juillet sur France Inter. Au cours de l'été, la station diffuse, en complément de cette série consacrée à Pétain, quatre autres séries documentaires historiques de Philippe Collin : « Poutine, le tsar soviétique », « Molière, le chien et le loup », « Napoléon, l’homme qui ne meurt jamais » et « Cléopâtre, le génie politique ». En décembre 2022, une série de 9 épisodes est consacrée à « Léon Blum, une vie héroïque ». En février 2023, une série de 7 épisodes est consacrée à « Jean-Marie Le Pen, l'obsession nationale », qui provoque une polémique au sujet de la question de la pratique de la torture par Le Pen durant la guerre d'Algérie : en effet, l'historien Benjamin Stora affirme qu'aucune preuve ne l'atteste, ce que contredisent d'autres historiens. Un en-tête est alors ajouté au podcast pour préciser la question. En mars 2024, une série de 10 épisodes est consacrée à « Louis-Ferdinand Céline, le voyage sans retour »,. En juin 2024, une série de 8 épisodes est consacrée au géneral Leclerc. En décembre 2024, France Inter publie une nouvelle série de 10 épisodes de Philippe Collin intitulée « Alfred Dreyfus, le combat de la République »,. L'ensemble de ces séries sont réunies sous le nom Face à l'histoire. La série consacrée à Léon Blum est ultérieurement adaptée à la télévision sur France 5.
Il publie son premier roman en avril 2024, Le Barman du Ritz, où il fait la narration très documentée autour de l’hôtel parisien le Ritz sous l'Occupation allemande, avec en personnage central Frank Meier : né autrichien fin du XIXe siècle et ancien combattant pour la France de la Première Guerre mondiale, il devient le plus grand barman du monde entre-deux-guerres, et va être amené à traverser la période du Paris occupé en frayant entre dignitaires allemands, dirigeants pétainistes, collaborateurs et résistants qui se croisent dans son établissement,,.
En octobre 2024, il publie sa troisième bande dessinée, L'Escamoteur, toujours en collaboration avec Sébastien Goethals, qui est une plongée dans le terrorisme d'extrême-gauche des années 1970 en racontant comment le groupe Action Directe s'est fait infiltrer pour être démantelé.

### Vie privée
Depuis 2019, il est en couple avec la journaliste Sonia Devillers,.

## Œuvres

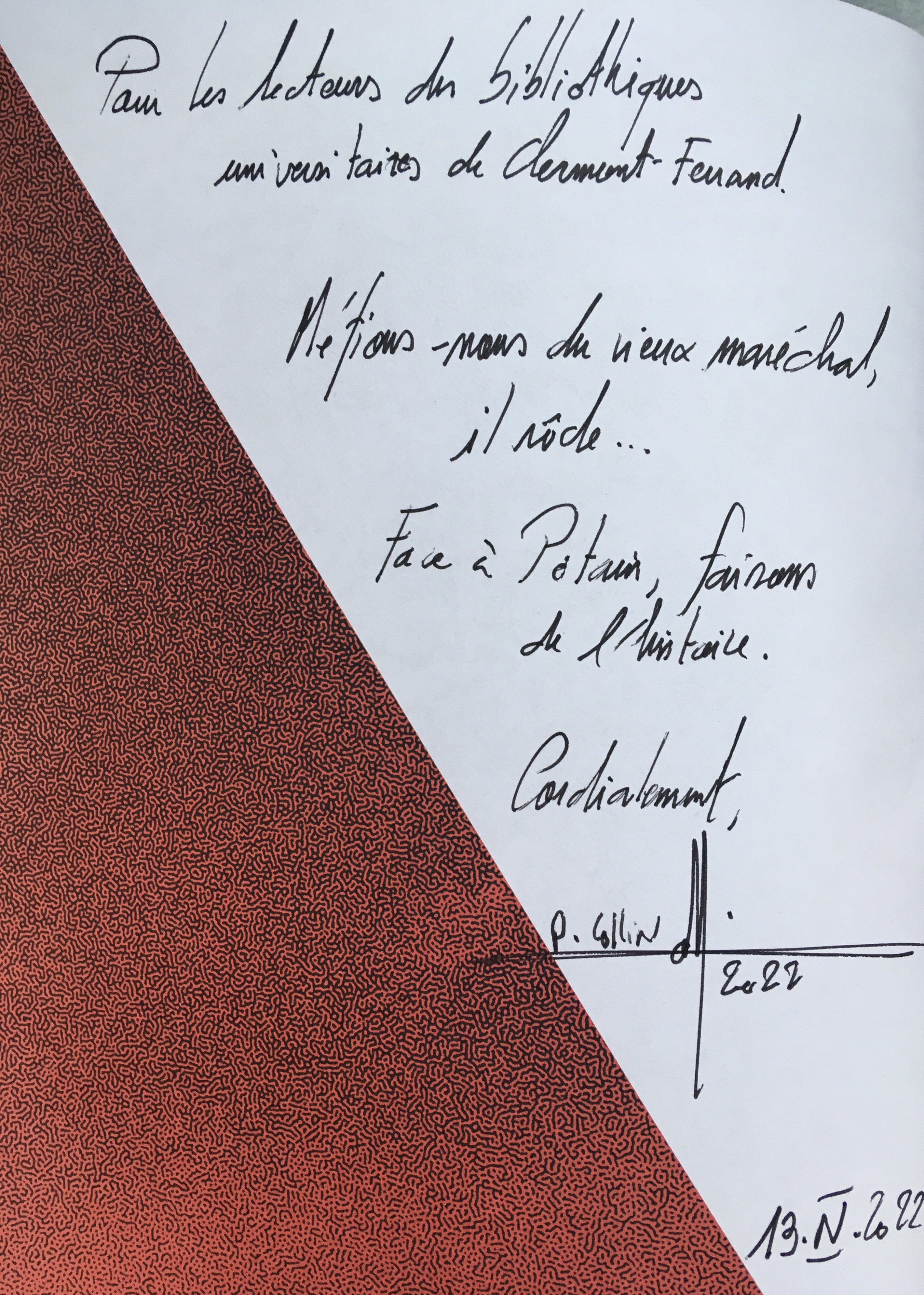
Dédicace de Philippe Collin à la BU de l'université Clermont-Auvergne, pour son livre sur Pétain.

### Essais
- Le Fantôme de Philippe Pétain[13], Flammarion, 2022  (ISBN 978-2080269249)
- Léon Blum, une vie héroïque, Albin Michel, 2023, 368 p. (ISBN 978-2226486707)[30]

### Roman
- Le Barman du Ritz, Albin Michel, 2024  (ISBN 978-2226479938)

### Podcast
- Le fantôme de Philippe Pétain, France Inter, 2022
- Napoléon, l’homme qui ne meurt jamais, France Inter, 2022
- Molière, le chien et le loup, France Inter, 2022
- Poutine, le tsar soviétique, France Inter, 2022
- Cléopâtre, le génie politique, France Inter, 2022
- Léon Blum, une vie héroïque, France Inter, 2022
- Jean-Marie Le Pen, l'obsession nationale, France Inter, 2023
- Simone de Beauvoir, itinéraire d'une jeune fille rangée, France Inter, 2023
- Jeanne du Barry, faste et solitude, France Inter, 2023
- Les résistantes, France Inter, 2023
- Louis-Ferdinand Céline, le voyage sans retour, France Inter, 2024
- La cavale du général Leclerc, France Inter, 2024
- Alfred Dreyfus, le combat de la République, France Inter, 2024
- Les déportés, France Inter, 2025

### Bandes dessinées
- Le Voyage de Marcel Grob[7],[8] (scénario), dessin de Sébastien Goethals, Futuropolis, 2018  (ISBN 978-2-7548-2248-0)
- La Patrie des frères Werner[31],[32],[33] (scénario), dessin de Sébastien Goethals, Futuropolis, 2020  (ISBN 978-2-7548-2824-6)
- L'Escamoteur[34] (scénario), dessin de Sébastien Goethals, Futuropolis, 2024  (ISBN 978-2-7548-3537-4)

### Documentaire court-métrage
- Kinoscope (réalisation, scénario et narration), avec Clément Léotard (co-réalisation et co-scénario), MK2 films et VR, 2016

## Récompenses
- 2019 : prix Historia pour l'album Le Voyage de Marcel Grob[10],[35]
- 2020 : prix des lycées au Festival d'Angoulême 2020 pour l'album Le Voyage de Marcel Grob[11]
- 2024 : prix Maurice Druon pour Le Barman du Ritz[36]